# Voyage dans l'Amérique Méridionale
Voyage dans l'Amérique Méridionale (abreviado Voy. Amér. Mér.) es un libro con ilustraciones y descripciones botánicas que fue editado por Alcide Dessalines d'Orbigny. Fue publicado en 9 tomos, con 11 volúmenes en los años 1834 - 1847. El vol. 7(3; Palmiers): Palmetum Orbignianum: descriptio Palmarum in Paraguaria et Bolivia crescentium, secundum Alc. de Orbigny exempla, schedulas et icones digessi. París; por C. F. P. de Martius; 1842-1847.